# معركة بوليمو
معركة بوليمو (بالإنجليزية: Battle of Bolimów) كانت معركة غير حاسمة وقعت خلال الحرب العالمية الأولى بين الإمبراطورية الألمانية والإمبراطورية الروسية.